# Памятник Иосифу Кобзону
Памятник Иосифу Кобзону — памятник в Донецке, установленный 30 августа 2003 года на площади у Дворца молодёжи «Юность». Открытие памятника было приурочено ко дню города и 66-летию народного артиста СССР Иосифа Кобзона, который родился в Донецкой области и присутствовал на церемонии.
Идея создания памятника принадлежит «Московскому землячеству донбассовцев». Автор памятника — московский скульптор Александр Рукавишников.
Кобзон сначала был против установки ему памятника, но после полуторагодовых уговоров Московского землячества, дончан и губернатора Донецкой области Виктора Януковича согласился.
Памятник двухметровый, стоит на цементной основе, отлит из бронзы. Литьё выполнено в Смоленске. Певец, в наброшенном на плечи пальто, изображён в движении.
24 марта 2014 года памятник был облит краской.